# 褶翅蛤属

## 简介
褶翅蛤（Myophoria）古代无脊椎动物。雙殼綱的褶翅蛤属。殼近于三角形，两瓣有齒紋；壳面光滑或有放射褶脊，或有同心饰。
近年根据齿系，壳饰區分出若干群属。是世界性海相三叠系中常见的化石。
分布于中国南方海相三叠系中。美国和日本的二叠系地貌中也有代表。

## 引用
1. ↑  辞海 2006年版 2160 页